# Stachyopsis oblongata
Stachyopsis oblongata là một loài thực vật có hoa trong họ Hoa môi. Loài này được (Schrenk) Popov & Vved. miêu tả khoa học đầu tiên năm 1923.